# Aéroport international de Pattaya-U-Tapao
L'aéroport international U-Tapao  de Pattaya (thaï : ท่าอากาศยานนานาชาติอู่ตะเภา) (code IATA : UTP • code OACI : VTBU) également orthographié Utapao et U-Taphao, est un aéroport civil–militaire desservant Rayong et Pattaya, villes de Thaïlande. Il est dans la province de Rayong.

## Situation
U-Tapao est située à environ 140 km au sud-est de Bangkok, au sud de Rte 3 (Thanon Sukhumvit), au km189, près de Sattahip sur le Golfe de Thaïlande, à environ 45 minutes en voiture de Pattaya (la plus célèbre station balnéaire de Thaïlande).
| \| 100 km1:12 067 000 \| Buriram Chiang · Mai Chiang · Rai Chumphon Bangkok- · Don Mueang Bangkok- · Suvarnabhumi Hat Yai Hua Hin Khon Kaen Ko Pha Ngan Krabi Lampang Loei Mae Hong · Son Mae Sot Nakhon · Phanom Nakhon Si Thammarat Nan Nakhon Narathiwat Pai Phitsanulok Phrae Phuket Ranong Roi Et Sakon · Nakhon Ko Samui Sukhothai Surat Thani Trang Trat Pattaya Ubon · Ratchathani Udon Thani |
| 100 km1:12 067 000 |

## Statistiques
Pour des raisons techniques, il est temporairement impossible d'afficher le graphique qui aurait dû être présenté ici.

Voir la requête brute et les sources sur Wikidata.

## Compagnies aériennes et destinations
| Compagnies      | Destinations |
| --------------- | --- |
| AirAsia         | Kuala Lumpur |
| Flydubai        | Dubaï |
| Scat Airlines   | En saison charter :Almaty,Noursoultan |
| Azur Air        | En saison charter : Krasnoïarsk-Iémélianovo, Khabarovsk, Moscou-Vnoukovo, Irkoutsk, Vladivostok, Omsk, Kazan, Kemerovo, Oufa, Tioumen-Roshchino |
| Bangkok Airways | Ko Samui, Phuket |
| Thai Lion Air   | Chiang Mai |

Édité le 24/07/2018